# Gallenblasenpolyp

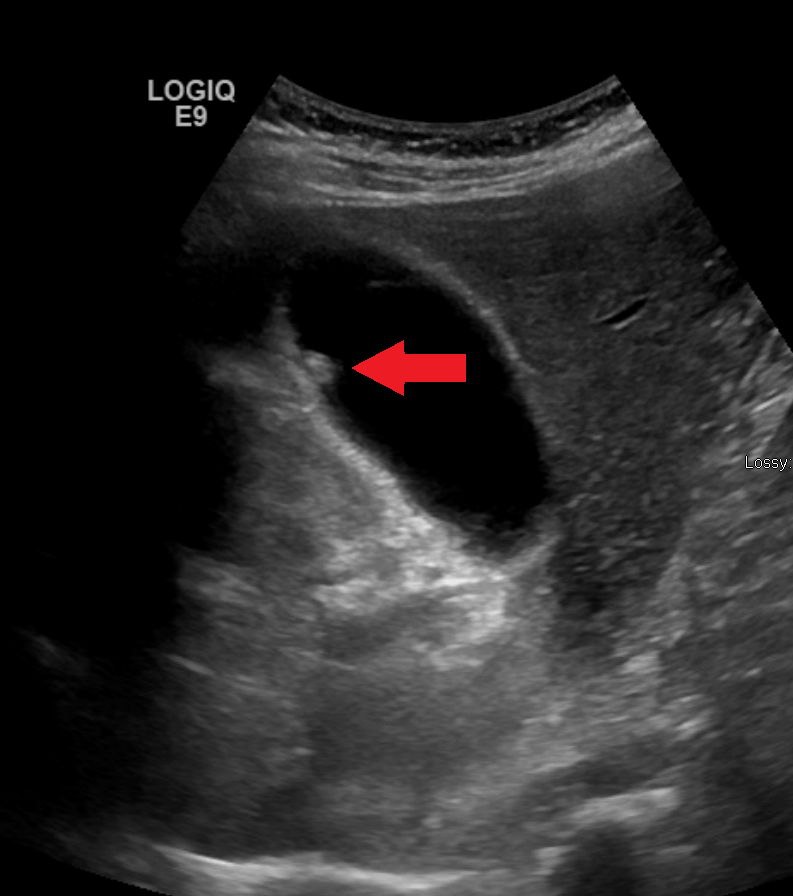
Gallenblasenpolyp in der Sonografie (Roter Pfeil). Die schwarze Fläche ist der Innenraum der Gallenblase.

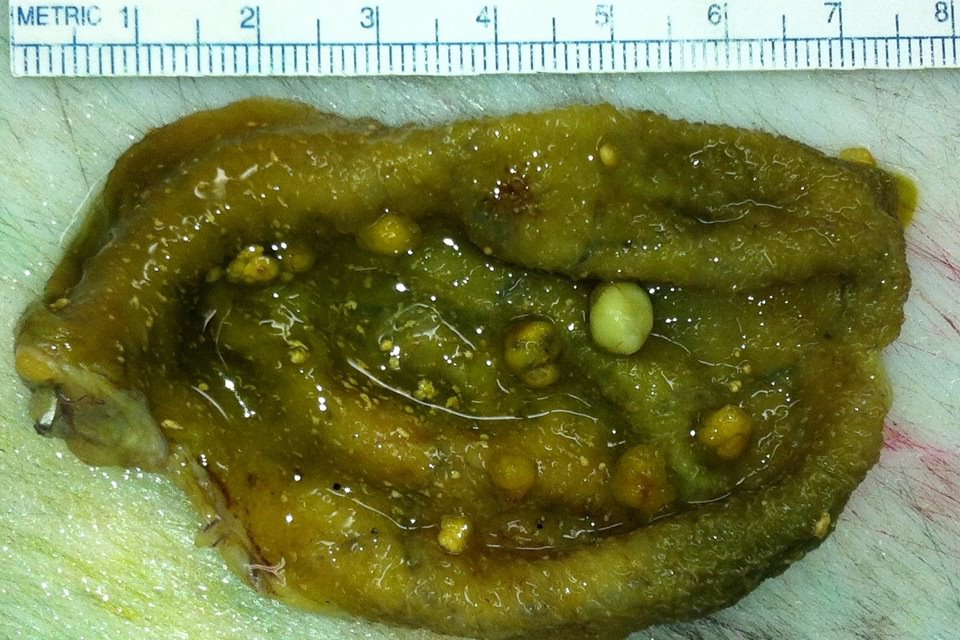
Präparat einer Gallenblase mit mehreren Cholesterinpolypen

Als Gallenblasenpolypen werden Vorwölbungen der Gallenblasenschleimhaut bezeichnet, die unterschiedliche Ursachen haben können. In 70 % der Fälle handelt es sich dabei nicht um echte Polypen, die von Schleimhaut gebildet werden. Die meisten dieser sogenannten Pseudopolypen bestehen aus Cholesterinauflagerungen. Echte Polypen der Gallenblase können gutartige Tumoren wie Adenome oder bösartige Tumoren wie das Gallenblasenkarzinom sein. Wegen der Gefahr der bösartigen Entartung sollte bei Polypen über 10 Millimetern Größe die Gallenblase entfernt werden (Cholezystektomie).

## Einteilung und Ursachen
In der Literatur wird zwischen Pseudopolypen und echten Polypen unterschieden.
Über 80 % der Gallenblasenpolypen sind Pseudopolypen, davon sind die meisten Auflagerungen von Cholesterin (70 % aller Polypen). Eine genaue Angabe der Häufigkeit ist schwer zu treffen, da in einem großen Anteil der Fälle von Cholezystektomien mit vorbeschriebenen Gallenblasenpolypen in der pathologischen Untersuchung der entfernten Gallenblase keine Polypen gefunden werden. Dies könnte daran liegen, dass in der Sonografie fälschlich Gallensteine oder Gallengrieß für Polypen gehalten werden, oder dass sich ein cholesterinhaltiger Pseudopolyp bis zur Entfernung der Gallenblase abschleift. Weitere Pseudopolypen sind Adenomyome und Granulome durch Reizung der Gallenblasenwand, sogenannte inflammatorische Pseudopolypen.
Von den rund 17 % bestätigten echten Polypen sind etwa die Hälfte gutartige Tumoren. Von diesen sind die meisten Adenome. Selten sind Lipome, Leiomyome, Neurofibrome oder Neuroendokrine Tumoren.
Die andere Hälfte sind bösartige Tumoren wie das Gallenblasenkarzinom. Seltener handelt es sich um maligne Lymphome oder Metastasen anderer bösartiger Tumoren wie des schwarzen Hautkrebses.
Bei diesen Zahlen ist zu beachten, dass in den zugrundeliegenden Studien selten eine Cholezystektomie zur Bestätigung der Diagnose eines Gallenblasenpolypen durchgeführt wurde. Rechnet man dies ein, sind jeweils nur etwa 0,6 % der im Ultraschall gesehenen Polypen bestätigte gut- bzw. bösartige Tumoren.

## Häufigkeit
Die Schätzungen zur Häufigkeit von Gallenblasenpolypen in der Bevölkerung schwanken zwischen 0,3 und 9,5 %. Eine Studie aus Deutschland schätzte die Häufigkeit auf unter 1,5 %. In dieser Studie waren Männer häufiger betroffen als Frauen, international unterscheiden sich aber die Angaben zum Geschlechterverhältnis.

## Symptomatik
Gallenblasenpolypen verursachen in der Regel keine Beschwerden und werden meistens zufällig entdeckt.

## Diagnostik
Die Diagnose wird in der Sonografie gestellt. Hier zeigen sich Polypen als Erhebungen der Gallenblasenwand, die in das Lumen, also nach innen, hineinragen. Pseudopolypen zeigen ein typisches Artefakt, das als „Kometenschweif“ bezeichnet wird. Dieses fehlt allerdings häufig, sodass echte und Pseudopolypen im Ultraschall nicht sicher zu unterscheiden sind.

## Differentialdiagnosen
Es besteht Verwechslungsgefahr mit an der Gallenblasenwand haftenden Gallensteinen und Formationen von Gallengrieß.

## Therapie
In der wissenschaftlichen Literatur wird allgemein empfohlen, bei Polypen von mehr als 10 mm Größe eine Cholezystektomie durchzuführen, da hier das Risiko für die Entwicklung von Krebs am größten ist. Kleinere Polypen werden in Bezug auf Verlaufskontrollen und Therapie sehr unterschiedlich gehandhabt, da es an qualitativ hochwertigen Studien dazu mangelt. 2017 präsentierten mehrere europäische Fachgesellschaften eine gemeinsame Leitlinie, um die Empfehlungen zu vereinheitlichen. Pseudopolypen bedürfen keiner Verlaufskontrolle oder spezifischen Therapie.